# Território Livre de Trieste
O Território Livre de Trieste ou Estado Livre de Trieste (italiano Territorio libero di Trieste, esloveno Svobodno tržaško ozemlje, croata Slobodni teritorij Trsta, alemão Freies Territorium Triest) foi uma república e cidade-estado situada na Europa Central entre o norte da Itália e Iugoslávia, que teve o estatuto de Estado independente entre 15 de setembro de 1947 e 26 de outubro de 1954.
Tinha 738 km² e sua população era 333 556 habitantes sendo 266 311 italianos, 48 714 eslovenos e croatas e 18 531 de outras nacionalidades. 
Era dividido em duas zonas: a zona A com 222,5 km² e 242 406 habitantes, administrada pelo Governo Militar Aliado (AMG-FTT), e a zona B com 515,5 km² e 71 000 habitantes administrada pelo Governo Militar Iugoslavo (STT-VUJA). 
O Território Livre de Trieste compreendia a cidade-porto de Trieste com uma estreita faixa de costa para o noroeste (zona A) e uma pequena porção da península da Ístria (zona B).

## História
Durante séculos Trieste foi parte do Império Austríaco (desde 1867 Império Austro-Húngaro), apesar de sua população ser, na maioria, italiana. De acordo com o censo austríaco de 1910, Trieste tinha 230.000 habitantes, com os seguintes grupos linguísticos: 
- 51,8% italianos,
- 25% eslovenos,
- 5% croatas,
- 1,2% outros (alemães, sérvios, gregos, etc.), e
- 16% estrangeiros de fora do Império (dos quais 75% eram da Itália)

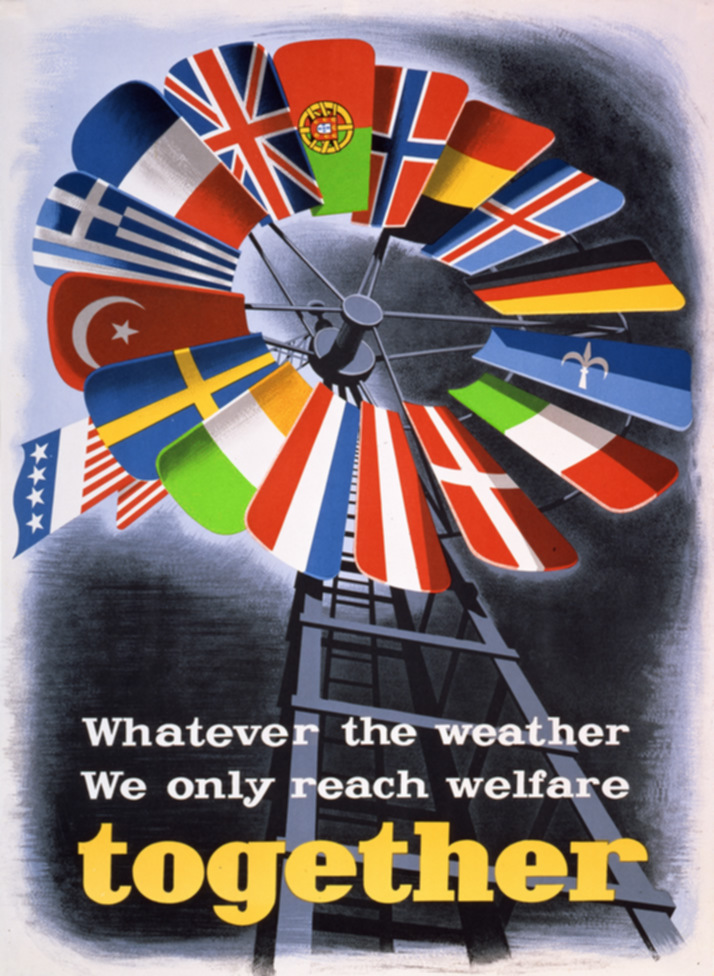
Um cartaz do Plano Marshall, mostrando bandeiras nacionais europeias, inclusive uma de Trieste, erroneamente com fundo azul em vez de vermelho

Em 1921 (depois da Primeira Guerra Mundial), a Itália formalmente anexou Trieste, Ístria e parte do que hoje é o oeste da Eslovênia. Em 1924, a Itália adicionalmente anexou o Estado Livre de Fiume, hoje a cidade de Rijeka na Croácia. 
A área rural de Trieste era povoada por eslovenos no norte e por croatas no sudeste, enquanto os italianos constituíam a maioria da população urbana. O mesmo acontecia em Rijeka e cidades da Ístria.
Durante a década de 1920 e a década de 1930, a população eslava foi submetida a italianização e discriminação pelo governo fascista italiano. Eles foram também expostos a violência, inclusive com o incêndio do Clube Nacional Esloveno (Narodni dom) em Trieste em 13 de julho de 1920, como resposta à morte de dois marinheiros italianos pelos guardas aduaneiros iugoslavos durante tumultos em Split.
Muitos eslovenos e croatas emigraram para a Iugoslávia, enquanto alguns se juntavam à organização de resistência TIGR, cujos método incluíram mais de 100 ações terroristas em Trieste e arredores durante os anos 1920s e 1930s. 
A Itália aliou-se ao Eixo na Segunda Guerra Mundial. Quando o regime fascista caiu em 1943 e a Itália capitulou, Eslovênia e Croácia (que eram então partes da República Socialista Federal da Iugoslávia) formalmente anexaram o território, mas o exército alemão ocupou-o. O 4.º Exército Iugoslavo e 9.º Corpo Esloveno conquistaram Trieste em 1 de maio de 1945. O exército neozelandês chegou no dia seguinte e recebeu a rendição do exército alemão. Os soldados iugoslavos partiram em 12 de junho de 1945, em decorrência do acordo entre a Iugoslávia e os Aliados em 12 de maio.

### O Território Livre
Em 10 de fevereiro de 1947, um tratado de paz foi assinado com a Itália para estabelecer o Território Livre de Trieste, que ficou, assim, dividido em duas zonas: Zona A, com 222.5 km² e 262.406 residentes, onde se situa a cidade de Trieste, administrada por forças britânicas e americanas, e Zona B, com 515.5 km² e 71.000 residentes, onde se situa o noroeste da Ístria, administrada pelo Exército Nacional Iugoslavo. 
A zona B, por sua vez, dividia-se em duas partes separadas pelo riacho Dragogna: o distrito ítalo-esloveno de Capodistria/Koper (Koprščina) e o distrito ítalo-croata de Buie/Buje (Bujština). Trieste/Trst era a capital da zona A; e Capodistria/Koper, a capital da zona B. 
O Território, todavia, nunca funcionou como um Estado independente de facto. Seu funcionamento dependia da nomeação de um Governador neutro (isto é, não poderia ser italiano, nem esloveno ou croata e nem triestino), escolhido pelo Conselho de Segurança das Nações Unidas. A escolha do governador estendeu-se por vários anos, e os nomes propostos foram sistematicamente vetados ou pelos Aliados ou pelos russos, posto que o status formal do Território fosse respeitado a ponto de emitir seus próprios selos. 
De acordo com estimativas publicadas pelo Governo Militar Aliado,  em 1949, na Zona A, havia cerca de 310 000 habitantes, dos quais 239 200 italianos e 63 000 eslovenos. Fontes italianas contemporâneas citavam número muito menor de eslovenos (32 000 a 40 000).
De acordo com o censo iugoslavo de 1945 (considerado não confiável pelos Aliados Ocidentais), na parte da Ístria que se tornou a Zona B, havia 67 461 habitantes, dos quais 30 789 eslavos, 29 672 italianos e 7000 pessoas de nacionalidade não identificada. De acordo com fontes italianas contemporâneas, na Zona B, havia de 36 000 a 55 000 italianos e de 12 000 a 17 000 eslavos.

### Divisão final do Território
Em 5 de outubro de 1954, um Memorando de Entendimento entre Itália e Iugoslávia foi assinado em Londres, em que se definiam a administração civil provisória da Zona A (com Trieste) à Itália e a da Zona B à Iugoslávia. Em 1975, o Tratado de Osimo foi assinado nessa cidade, perto de Ancona (Itália), segundo o qual se dividia definitivamente o ex Território Livre de Trieste entre Itália e a República Socialista Federal da Iugoslávia.
A Zona A corresponde à atual Província de Trieste na Itália, enquanto a Zona B está dividida entre o litoral da Eslovênia e o condado de Ístria, na Croácia.